# Richard és Maurice McDonald
Richard James "Dick" McDonald (1909. február 16. – 1998. július 14.) és Maurice James "Mac" McDonald (1902. november 26. – 1971. december 11.) amerikai vendéglősök és vállalkozók, akik 1940-ben nyitották meg az első McDonald’s éttermet. Az ő innovatív koncepciójuk és a gyorsétterem új felfogása később a McDonald’s globális vállalattá válásának alapját képezte, amely óriási befolyással volt az amerikai étkezési kultúrára.

## Életük korai szakasza
Szüleik ír bevándorlók voltak. Édesapjuk egy New Hampshire-i cipőgyárban dolgozott műszakmenedzserként. A késői 1920-as években a testvérek együtt költöztek Kaliforniába.

## Üzleti karrierjük
A McDonald testvérek 1937-ben nyitották meg első hot-dog-árusító posztjukat (még hamburger nélkül a menüben) Arcadiában (Kalifornia), Los Angelestől északkeletre. Ez tipikus "drive-in" autós ételstand volt, ahol a vásárlók az autójukban ülve adták le a rendelésüket a hozzájuk odagyalogló pincéreknek, majd ugyanott kapták meg az ételt.
1940-ben a testvérek tervei alapján épült meg San Bernardinóban az első eredeti McDonald’s étterem, amely menüjében a hamburgerre és a sült krumplira összpontosított. Az épület az 1398 Északi E utca és a Nyugati 14. utca sarkán kapott helyet San Bernardinóban (34,1255° észak, 117,2946° nyugat). Bár ebbe a McDonald’sba is a legtöbb vendég még autóval érkezett, a felépítése már egyedülálló volt több tényező együtthatása miatt:
- ahogy a testvérek korábbi éttermében is, a tervezéskor szándékosan elhagyták a belső étkezési teret
- nem voltak pincérek – a rendelésfelvevő pulton felvették a megrendelést, és ugyanitt került kiszolgálásra a kész menü
- a testvérek maguk tervezték meg a konyhát. Integrálták benne az addig megszerzett tudást, és egy futószalagszerű elrendezést hoztak létre, amelyben maximalizálták hatékonyságot és a gyorsaságot.

Az új étterem sikeres lett, és az volt a céljuk, hogy megkeressék az egymillió dollárt, mielőtt ötvenévesek lesznek.
A McDonald testvérek 1953-ban kezdték franchise-olni a rendszerüket egy phoenixi (Arizona) étteremmel, amelyet Neil Fox működtetett. Eleinte csak az általuk kifejlesztett rendszert franchise-olták, magát az étterem nevét nem. Később megkezdték az egész koncepció franchise-át. Az éttermek kivitele is egységesítésre került, amelynek a tervét Stanley Clark Meston építész készítette, és amelynek a fő látványeleme Richard javaslatára az aranyívpár (Golden Arches) volt, amely oldalról tekintve egy M betűt mutatott.
1954-ben a McDonald testvérek szerződtek Ray Krockal, aki óriási üzleti lehetőséget látott meg a McDonald’s éttermekben. A franchise-jogtulajdonos egy csatlakozott étteremtől az árbevétel 1,9%-át kapta, amiből a McDonald testvéreknek 0,5% jutott. A testvérek csak kisszámú éttermet kívántak fenntartani, ami ellentétben állt Kroc céljával, hogy elterjessze azt az Egyesült Államok teljes területén, és 1961-ben eladták neki a vállalkozást 2 700 000 dollárért.
1984. november 30-án Richard McDonaldnak ünnepélyes keretek között szolgálta fel Ed Rensi (akkoriban a McDonald’s USA elnöke) az ötven milliárdodik (50 000 000 000) McDonald's hamburgert a New York-i Grand Hyatt szállodában.

## Haláluk
Maurice McDonald szívelégtelenségben halt meg Riverside-ban (Kalifornia) 1971. december 11-én, 69 éves korában.
Richard McDonald Manchesterben (New Hampshire) 1998. július 14-én halt meg, 89 évesen.

## A populáris kultúrában
Az alapító című 2016-os filmben Nick Offerman alakítja Richard McDonaldot, valamint John Carroll Lynch Maurice McDonaldot. Ray Kroc szerepét Michael Keaton játssza. A film forgatókönyvét Robert D. Siegel írta, rendezője John Lee Hancock.